# 하하버스
하하버스는 ENA에서 방송했던 예능 프로그램이었다.